# Попович Дарія Володимирівна
Попович Дарія Володимирівна (нар. 4 листопада 1960) — українська вчена у галузі медицини, доктор медичних наук (2015), професор (2015), завідувачка кафедри фізичної терапії, ерготерапії та фізичного виховання Тернопільського національного медичного університету імені І. Я. Горбачевського.

## Життєпис
Попович Д. В. закінчила Тернопільський державний медичний інститут за спеціальністю “Лікувальна справа” у 1986 році.
У 2012 році закінчила ДВНЗ «Тернопільський державний медичний університет ім. І.Я.Горбачевського МОЗ України» за спеціальністю “Сестринська справа”.
З 2013 донині — завідувачка кафедри фізичної терапії, ерготерапії та фізичного виховання Тернопільського національного медичного університету.

## Наукова діяльність
У 1994 році захистила кандидатську дисертацію на тему «Гігієнічне обґрунтування режиму професійного навчання дівчат-підлітків в навчально-виробничому комбінаті по спеціальності швачка» за спеціальністю 14.00.07 - гігієна. 
У 2015 році Попович Д. В. захистила докторську дисертацію на тему «Системні порушення в патогенезі раннього і пізнього періодів травматичної хвороби та їх корекція» за спеціальністю 14.03.04 - патологічна фізіологія. 
Напрями наукових досліджень та сфера наукових інтересів: 
- фізична активність, стиль життя та харчування учнів міста Тернополя, студентів і викладачів ТНМУ імені І. Я. Горбачевського;
- морфо-функціональний вплив різних режимів рухової активності та гіподинамії на організм студентів у віковому аспекті;
- вивчення епідеміології, патогенезу і клініки Лайм-бореліозу в ендемічних регіонах України, в тому числі в Тернопільській області, та вдосконалення його діагностики, терапії, реабілітаційних заходів і профілактики;
- лікарський контроль за особами, котрі займаються фізичною культурою та спортом, фізична реабілітація хворих різного профілю.

Під керівництвом Дарії Попович захищена одна дисертаційна робота на здобуття наукового ступеня кандидата медичних наук та 2 магістерські роботи. 
За активної участі Попович Д. В. проведено понад 20 пленумів і науково-практичних конференцій.  
У її науковому доробку - 3 деклараційні патенти на винахід,  2 інформаційних листи, 8 методичних рекомендацій, 3 підручники у співавторстві, 3 посібники, 310 наукових праць, з них 183 статі, 30 публікації у закордонних джерелах в т. ч. Scopus, Web of Science, 3 збірники тестів для студентів, 3 зошити для практичних робіт студентів. 
Попович Дарія Володимирівна є науковим керівником 2-х ініціативних тем (одна із них закордонна) та відповідальний виконавець 1 держбюджетної теми.  